# Летичевський Олександр Адольфович
Олександр Адольфович Летичевський (3 травня 1935, Київ — 19 серпня 2019, Київ) — український кібернетик, академік НАН України (2009), доктор фізико-математичних наук (1971), професор (1982).

## Життєпис
1952 року закінчив Київську середню школу № 92.
1957 року закінчив механіко-математичний факультет Київського державного університету імені Тараса Шевченка за фахом «математика» та почав працював в відділі теорії цифрових автоматів Інституті кібернетики АН УРСР.
Згодом очолив відділ рекурсивних обчислювальних машин, пізніше перейменованого на відділ алгебраїчних методів проектування обчислювальних систем.
Під керівництвом академіка Віктора Глушкова 1963 року захистив кандидатську дисертацію на тему «Деякі питання теорії скінченних автоматів», а 1971 року — докторську дисертацію «Еквівалентність автоматів і дискретних перетворювачів».
З 1964 року — старший викладач, професор Київського університету за сумісництвом. Розробив і викладає нормативні курси «Сучасні проблеми кібернетики» та «Сучасні проблеми інформатики».
1982 року отримав звання професора кафедри теоретичної кібернетики факультету кібернетики.
1990 року обраний членом-кореспондентом АН УРСР.
З 1991 до 1994 року — завідувач кафедри теоретичної кібернетики за сумісництвом.
Підготував 10 докторів наук та 30 кандидатів наук.
Помер після тривалої хвороби горла 19 серпня 2019 року.

### Родина
- Дід — оперний співак, заслужений артист УРСР Ісак Летичевський (1874—1958).
- Батько — актор, режисер Київського державного театру російської драми Адольф Летичевський (1914—1941).
- Дядько — музикант, скрипаль Теодор Летичевський (1907—1985).
- Мати — акторка театру і кіно Наталія Гебдовська (1910—2004).
- Син — науковець-кібернетик, доктор фізико-математичних наук Олександр Летичевський (нар. 1960).
- Син — актор Київського державного театру російської драми Фелікс Летичевський (1963—1996)[1].

## Основні наукові інтереси
- прикладна теорія алгоритмів
- теоретичне програмування
- теорія автоматів і мов
- алгебричне й логічне програмування
- паралельні обчислення
- символьні і алгебраїчні обчислення.

## Наукові праці
Автор понад 200 наукових праць, з яких — 10 монографій, зокрема:
- «Автоматизация проектирования вычислительных машин.» — К., 1975 (у співавторстві з Ю. В. Капітоновою);
- «Методы синтеза дискретных моделей биологических систем». — К., 1983;
- «Математическая теория проектирования вычислительных систем». — К., 1988 (у співавторстві з Ю. В. Капітоновою).

## Відзнаки
Лауреат:
- Державних премій України (1993, 2003).
- Державної премії СРСР (1968).
- Премії НАН України імені В. М. Глушкова (1985).
- Премії НАН України імені А. О. Дородніцина (2010).